# Papyrus 135
Papyrus 135 of {\displaystyle {\mathfrak {P}}^{135}} (volgens de nummering van Gregory-Aland) is een Grieks afschrift van het Nieuwe Testament, geschreven op papyrus. De tekst is geschreven in één kolom, met achttien regels per pagina. Van het handschrift zijn twee fragmenten bewaard gebleven, recto en verso beschreven. Het eerste fragment bevat de tekst van Galaten 3:21-22 en 3:28-29. Het tweede fragment bevat de tekst van Galaten 4:31-35 en 6:10-15.